# Johnny Deluxe
Johnny Deluxe er et dansk poprockband dannet i 2000 af Noam Halby, Jakob Glæsner, Morten Lynggaard og Søren Itenov.
Udgav i november 2003 den selvfinansierede EP Elskovspony. Titelsangen blev et hit, og gruppen skrev efterfølgende kontrakt med Copenhagen Records og udgav i maj 2004 debutalbummet Johnny Deluxe, der affødte yderligere hits som "Drømmer jeg" og "Vi vil ha' mer'". Gruppens andet album, LUXUS, udkom i 2005 og blev også en succes. I 2008 udgav gruppen De knuste hjerters klub. Singlen "Aldrig" var titelsang til komediefilmen Anja og Viktor - i medgang og modgang. I 2009 deltog gruppen i Dansk Melodi Grand Prix med sangen "Sindssyg" og opnåede en tredjeplads.
Gruppen gik i opløsning i slutningen af 2010, men blev genforenet i foråret 2015 og drog sommeren samme år på turné til festivaler og klubber. I 2016 udsendtes sangen "Til verdens ende".

## Historie
Johnny Deluxe var en del af P3’s KarriereKanon i 2003, og EP'en Elskovspony udkom i november 2003. 
Debutalbummet Johnny Deluxe solgte over 45.000 eksemplarer og opnåede guldstatus 4. oktober 2004. Bandet modtog prisen som "Årets Nye Danske Navn" ved Zulu Awards i november 2004. Samme år var de nomineret til prisen "P3 Gennembruddet" ved P3 Guld.
I løbet af 2005 optrådte bandet ved mere end 100 koncerter, blandt andet Grøn koncert. Albummet LUXUS udkom i oktober 2005 og solgte over 35.000 eksemplarer. Bandet var nomineret til Bedste Danske Kunstner ved Nordic Music Awards i 2005.
I september 2007 mødte bandet producer Martin Hansen (The Rasmus, Ana Johnson) og begyndte indspilningerne til albummet De knuste hjerters klub, der udkom den 22. september 2008. Første single fra cd'en var sangen "Så er det sommer". Næste single med titlen "Aldrig" var samtidig titelsangen til filmen Anja og Viktor - i medgang og modgang. 
Johnny Deluxe deltog i Dansk Melodi Grand Prix 2009 med sangen "Sindssyg" skrevet af Noam Halby og Jakob Glæsner i samarbejde med den svenske sangskriver og producer Peter Kvint, der tidligere har arbejdet sammen med bl.a. Andreas Johnsson, The Ark, Marit Bergman, Britney Spears og Eskobar. Gruppen var et af de fire såkaldte wildcards: Særligt udvalgte kunstnere inviteret af DR.
I januar 2010 forlod trommeslager Morten Lynggaard og guitarist Søren Itenov bandet. Den 16. august 2010 udkom opsamlingsalbummet De største af de første, der indeholder otte gamle hits samt de to nye singler "Flex" og "Vild med din veninde".
Den 27. januar 2012 meddelte Johnny Deluxe, at de efter 10 år som band havde valgt at gå i opløsning.
Forsangeren, Noam Halby, har senere udgivet singlen "Kærlighed og kildevand" under kunstnernavnet Noam.
I februar 2016 udgav gruppen sit første nye materiale i seks år; singlen "Til verdens ende".

## Diskografi

### Studiealbum
| År   | Album                   | Højeste placering | Certificering |
| År   | Album                   | Danmark           | Certificering |
| ---- | ----------------------- | ----------------- | ------------- |
| 2004 | Johnny Deluxe           | 4                 | - 3×Platin    |
| 2005 | LUXUS                   | 1                 | - Platin      |
| 2008 | De knuste hjerters klub | 21                |               |

### Ep'er
- Elskovspony (2003).

### Albums og studiealbum
- Johnny Deluxe (debutalbum) (studiealbum) (2004).
- LUXUS (studiealbum) (2005).
- De knuste hjerters klub (studiealbum) (2008).

### Opsamlingsalbum
- De største af de første (2010).

### Singler
- "Elskovspony" (EP) (2003)
- "Drømmer jeg?", Drømmer jeg (sang) (feat. Anna Nordell) (2004)
- "Elskovspony" (2004)
- "Vi vil ha' mer" (2004)
- "Lille hypokonder" (2004)
- "Sommeren er forbi" (2004)
- "Penge er alt" (2004)
- "Det du gør" (2005)
- "Drenge som mig" (2005) (rap Gry Trampedach)
- "Joanna" (2005)
- "Luxusliv" (2005)
- "En for alle" (2006)
- "Så er det sommer" (2008)
- "Aldrig" (feat. Szhirley) (2008)
- "Catwoman" (2008)
- "Sindssyg" (2009)
- "Flex" (2010)
- "Vild med din veninde" (2011)
- "Til Verdens ende" (2016)
- "Systembolaget" (feat. Mange Schmidt) (2017)
- "Er Du Hos Ham Nu?" (2017)
- "Så blir Drenge til mænd" (feat. Emmelie de Forest) (2018)
- "Kun Som En Ven" (2022)